# Clarice Orsini
Clarice Orsini (Monterotondo, 23 novembre 1453 – Barberino di Mugello, 30 luglio 1488) fu la moglie di Lorenzo il Magnifico e la madre di papa Leone X.
Fu per vent'anni signora consorte di Firenze, poco popolare e incline a non soggiornare a Firenze se non per occasioni importanti 

## Biografia

### Famiglia d'origine
Clarice era figlia di Jacopo (o Giacomo) Orsini, signore di Monterotondo (figlio a sua volta di Orso e di Lucrezia Conti), e di Maddalena Orsini, figlia di Carlo di Bracciano e sorella del cardinale Latino Orsini. Sulla sua infanzia e giovinezza non sono pervenute informazioni: aveva una sorella maggiore, Aurante, poi maritata a Giovan Ludovico Pio di Carpi, e due fratelli, Rinaldo e Orso, quest'ultimo detto Organtino.

### Fidanzamento
La prima menzione di lei si ritrova nelle lettere di Lucrezia Tornabuoni: la matrona fiorentina, moglie di Piero de' Medici e madre di Lorenzo il Magnifico, giunse a Roma il 26 marzo 1467 allo scopo di trovare moglie al primogenito. Nel farlo agì con sicurezza: il 27 marzo incontrò Clarice (da qualche mese tredicenne) e la madre mentre si recavano a udire la messa in San Pietro, invece il 28 marzo si recò personalmente al palazzo del cardinale Latino e, quel medesimo giorno, indirizzò al marito alcune lettere in cui descriveva minuziosamente la fanciulla dal punto di vista fisico, caratteriale e famigliare. Le modalità con cui si svolse la ricerca della sposa lasciano pensare che Lucrezia fosse partita da Firenze proprio con l'obiettivo di conoscere la giovane Orsini e sondare il terreno per un futuro fidanzamento: ciò spiegherebbe come mai, già il 5 aprile, ella si apprestasse a fare ritorno senza aver valutato nessun'altra candidata. L'intento dei Medici era chiaramente quello di legare il proprio nome a una delle più blasonate casate nobili romane, secondo la tendenza, frequente in epoca medievale e moderna, di congiungere una ricchezza di recente acquisizione con un titolo nobiliare di lunga data. Un ulteriore sostegno alla buona riuscita del fidanzamento era la presenza, nella città del papa, di Giovanni Tornabuoni, fratello di Lucrezia e direttore della filiale locale del banco mediceo che, all'epoca, era anche il banco papale.
Come si è accennato, Lucrezia descrisse Clarice al marito Piero, affinché potesse farsene un'idea, nella maniera più dettagliata possibile.
(Cesare Guasti, Tre lettere di Lucrezia Tornabuoni a Piero de' Medici ed altre lettere di vari concernenti al matrimonio di Lorenzo il Magnifico con Clarice Orsini.)
Proseguì riassumendo la condizione della famiglia Orsini, indicandone i principali esponenti e i relativi possedimenti nel Lazio. A dare ulteriore sicurezza alla scelta fu anche il fatto che Lorenzo avesse visto lui stesso la ragazza: l'incontro si era verificato verosimilmente l'anno prima, in occasione della Pasqua del 1466, quando Lorenzo risiedette a Roma per alcune settimane nell'ambito di un viaggio nelle capitali degli stati italici. L'approvazione seguita nel giro di pochissimi giorni (in una lettera datata 5 aprile Lucrezia prende atto della risposta affermativa del figlio e conclude: "Non credo che costì sia al presente più bella fanciulla a maritare") fa propendere alcuni storici verso l'ipotesi di un interesse sincero di Lorenzo per la fanciulla, tanto dal punto di vista politico quanto da quello personale.
Le trattative si avviarono soltanto nel 1468 con l'intermediazione di Giovanni Tornabuoni e di Filippo de' Medici, arcivescovo di Pisa; si lavorò in un clima di segretezza da entrambe le parti, tanto che anche il matrimonio per procura (o per verba de presenti), svoltosi a Roma il 27 dicembre 1468, fu celebrato strettamente all'interno della famiglia Orsini. Un mese prima di quel giorno, Filippo de' Medici riferì a Piero di come in città si cominciasse a spargere voce di tale unione, soprattutto da parte di alcuni esponenti della famiglia Pazzi, motivo per cui era opportuno concludere in fretta il parentado. Lo stesso arcivescovo avrebbe poi rappresentato lo sposo assente alla cerimonia per verba.
Interessante notare come Filippo de' Medici prestasse attenzione alle differenze rituali del matrimonio a Roma e a Firenze, spiegando la necessità, e quindi la difficoltà, di trovare compromessi che rispettassero entrambe le tradizioni: un esempio in questo senso riguarda la dote, che venne stabilita alla cifra di 6.000 fiorini secondo l'uso fiorentino, e alla quale sarebbe corrisposto da parte dello sposo un dono alla sposa del valore corrispondente a un quarto della dote stessa, secondo l'uso romano.
Concluso il matrimonio per procura, Clarice e la famiglia attesero invano di avere ospite Lorenzo a Roma: egli fu inizialmente trattenuto a Firenze dall'organizzazione di una giostra, cui lui stesso avrebbe partecipato, tenutasi poi il 7 gennaio 1469. Gli Orsini, al corrente dell'importanza simbolica dell'evento, manifestarono nelle lettere il loro sostegno al giovane giostrante: quando a Clarice venne comunicata la vittoria del marito, ella ne gioì profondamente. Francesco Tornabuoni, cugino di Lorenzo, gli scrisse: "Non vi potrei dire la consolazione n'ebbe: che sono IIII giorni non s'è rallegrata se none oggi, perché stava continovamente in sospetto per Vostra Magnificenza per rispetto della giostra". Nonostante, però, la giostra fosse ormai passata, Lorenzo non si recò a Roma nemmeno in seguito, probabilmente a causa della precaria condizione di salute del padre e dei rischi connessi a un viaggio tanto impegnativo.

### Matrimonio
Clarice prese la via di Firenze il 15 maggio 1469, quando partì scortata dai parenti più stretti del marito: vi erano, in particolare, Guglielmo de' Pazzi e Bernardo Rucellai, i mariti delle sorelle di Lorenzo, e Giuliano de' Medici, oltre a Gentile Becchi, primo precettore dei giovani rampolli medicei e stretto collaboratore di Piero. Il viaggio attraversò la Toscana suscitando manifestazioni di giubilo nelle città toccate dalla comitiva nuziale, e si concluse il 2 giugno con l'arrivo della sposa a Firenze.
Ella fu ospitata nel palazzo della famiglia Alessandri in attesa delle celebrazioni ufficiali. La mattina del 4 giugno, accompagnata da un corteo di trenta giovani uomini e trenta fanciulle, Clarice percorse le strade di Firenze in groppa al cavallo di Lorenzo e raggiunse Palazzo Medici, alle cui finestre era stato apposto un ramo d'ulivo come segno benaugurale. Si consumò il banchetto di festa e, a chiusura della giornata, la sposa tornò a Palazzo degli Alessandri. La medesima cosa avvenne il giorno dopo, il 5 giugno, quando il banchetto si tenne presso la residenza cittadina di Carlo de' Medici. Solo il terzo giorno, con la celebrazione della messa del congiunto nella basilica di San Lorenzo, la giovane Orsini prese dimora all'interno del palazzo del marito.

### La vita a Firenze prima della Congiura
Nel 1467 Lucrezia, parlando della futura nuora, aveva affermato che "è di gran modesta, e da ridulla presto a nostri costumi"; tuttavia, Clarice mantenne per tutta la vita un contegno che ai Fiorentini, a detta di alcuni storici, sapeva di altezzosa arroganza nobiliare e fu generalmente per questo inizialmente poco amata, ma il suo prodigo ed instancabile sostegno ai poveri e bisognosi le rese cara e amabile al popolo. D'altra parte, è certo che la giovane donna inizialmente faticò ad adattarsi a un contesto sociale e culturale molto diverso da quello di provenienza.
Pochi mesi dopo il matrimonio, il 2 dicembre, venne a mancare il suocero Piero; Lorenzo divenne così il signore de facto di Firenze, sebbene i primi tempi fossero complicati dalla giovanissima età di lui, fattore che non gli conferiva l'autorevolezza necessaria al ruolo, e dalla situazione di guerra del Nord Italia. Clarice rimase presto incinta della prima figlia, Lucrezia, che nacque l'agosto successivo, e nei successivi nove anni diede alla luce dieci bambini. Sette di questi superarono l'infanzia.
Nei primi anni a Firenze trovò in Luigi Pulci un confidente inaspettato, noto per il carattere irriverente che lo contraddistingueva all'interno della brigata medicea. Egli la accompagnò nel suo primo viaggio a Roma, nel 1472, rendendo resoconti dettagliati delle loro giornate a Lorenzo, e le dedicò parole di conforto nella triste circostanza della perdita di due gemelli nati prematuri (1471). Quando si verificò la disputa tra Pulci e Matteo Franco, inoltre, Clarice prese le difese del primo e si lamentò, anni dopo, di non voler fare la sua stessa fine, quella, cioè, di essere fatta oggetto di burle da parte della corte di Lorenzo.
Si prodigò molto per soddisfare le richieste della propria famiglia d'origine: nel 1474, dietro sua insistenza, Lorenzo riuscì a ottenere per il cognato Rinaldo Orsini l'investitura ad arcivescovo di Firenze, mentre l'altro fratello di Clarice, Organtino, condottiero, fece più volte ricorso alla mediazione di Lorenzo per ottenere incarichi presso diversi signori italiani. Al contempo, furono combinati i matrimoni della cognata Aurante, rimasta vedova nel 1469, con Leonardo Malaspina, nipote collaterale di Gabriele marchese di Fosdinovo (1476), e delle figlie di lei, Margherita, Zaffira e Ludovica, sposate rispettivamente a Gaspare Sanseverino (1475), a Galeotto Malaspina (1476), figlio del citato marchese di Fosdinovo, e a un membro della nobiltà fiorentina di nome Bernardo Morelli. Le difficoltà della famiglia di Aurante erano peraltro derivate dalle accuse rivolte nel 1469 a suo marito Giovan Ludovico di aver congiurato contro il grande avversario dei Medici Borso d'Este, ed alla sua susseguente decapitazione.  Oltre a difendere gli interessi dei parenti, ella si impegnò anche in opere di carità e perorò presso il marito anche le istanze di persone comuni.
Immediatamente dopo la Congiura dei Pazzi, Clarice e i bambini vennero allontanati da Firenze per evitare i rischi connessi a nuovi tentativi di colpo di Stato e all'epidemia di peste scoppiata nel frattempo. In un primo momento essi vennero ospitati dalla famiglia Panciatichi di Pistoia, ma Clarice lamentò che venisse fatta poca guardia alle porte. I sospetti si rivelarono fondati quando venne scoperta e sventata una congiura mirante al rapimento della moglie e dei figli di Lorenzo allo scopo di attirare il Medici in una trappola. Era coinvolto, tra gli altri, anche Bernardo Baldinotti pistoiese, che fu giustiziato nei primi giorni di dicembre 1478. Già a settembre, però, si erano verificati seri problemi che misero a repentaglio la salute della donna, provata psicologicamente dalla paura per la vita del marito e dei figli: Clarice era infatti incinta di pochi mesi, quando cominciò ad accusare malesseri preoccupanti. Lorenzo inviò prontamente il proprio medico personale, Stefano Della Torre, il quale prescrisse riposo a letto onde evitare l'aborto del feto. In questa circostanza, Clarice espresse il timore di cadere vittima della stessa sorte che era toccata, anni prima, alla moglie di Giovanni Tornabuoni, Francesca Pitti, morta di parto prematuro.

### La rottura con Angelo Poliziano
In seguito alla congiura di Baldinotti, la famiglia venne trasferita da Pistoia alla più riparata Cafaggiolo. Già a quest'epoca Poliziano riferiva, nelle sue lettere, la noia e la pesantezza della situazione, che esasperava gli animi di tutti. Nato il piccolo Giuliano nel marzo del 1479, si verificò un crescendo di tensione tra Clarice e Poliziano, istitutore di Piero e Giovanni de' Medici, che portò, nel maggio dello stesso anno, alla rottura definitiva tra i due.
Gli storici si sono divisi nell'attribuire l'evento a diverse cause, probabilmente compresenti: da un lato lo stress dovuto alla separazione forzata da Lorenzo, dall'altro le divergenze nella concezione del percorso educativo di Giovanni, già destinato alla carriera ecclesiastica.
Recentemente sono state avanzate interpretazioni legate al particolare rapporto che si era creato nel tempo tra Clarice, Lorenzo e Poliziano. Quest'ultimo era stato accolto giovanissimo, tra il 1470 e il 1473, a Palazzo Medici; l'arrivo di Clarice, d'altronde, si era verificato soltanto pochi anni prima: i tre, dunque, intrecciarono contemporaneamente i loro rapporti gli uni con gli altri. Angelo strinse con il capofamiglia un legame di subordinazione in cui si mescolavano l'ammirazione reciproca sul piano intellettuale e una forte carica affettiva che, a causa dello status sociale del giovane studioso all'interno della brigata, non gli era permesso esprimere. Svolgeva spesso, oltretutto, il ruolo di tramite tra marito e moglie quando accompagnava Lorenzo fuori Firenze.
Il confino della moglie e dell'amico di Lorenzo a Cafaggiolo, in un clima di incertezza e tediosa inattività, fu perciò il contesto dell'esplosione di gelosie non più gestibili secondo le dinamiche familiari socialmente accettate: il risultato dello scontro fu la cacciata di Poliziano e il suo conseguente trasferimento presso la villa medicea di Fiesole. Ciò non bastò a sedare il malcontento dei due litiganti: Clarice scrisse infatti una lettera piena di biasimo al marito, lamentandosi del fatto che colui che si era permesso di dileggiarla a Cafaggiolo risiedesse ora nella camera del capofamiglia. Questo accenno svelerebbe il vero conflitto, finora latente: il motivo del contendere non sarebbe stata l'educazione dei bambini, bensì l'affetto di Lorenzo stesso e la manifestazione pubblica di tale sentimento. Il fatto che Poliziano occupasse la camera padronale metteva simbolicamente in discussione il ruolo di Clarice all'interno del clan ed ella protestò per difendere il proprio onore e il proprio posto nella gerarchia familiare.
La composizione dell'incidente si ebbe alla fine del 1479, quando Poliziano lasciò la Toscana per trasferirsi nel Nord Italia e passarvi tutto l'anno successivo, trovando modo di comporre l'Orfeo, prima opera drammatica di argomento non religioso in lingua italiana, in cui trovano spazio anche attacchi misogini e affermazioni contro il matrimonio. Sarebbe quindi tornato sotto l'ala dei Medici, ricevendo la cattedra di eloquenza greca e latina presso lo Studio fiorentino.
Lorenzo si dimostrò molto discreto nell'affrontare il litigio: dagli esiti che si ebbero, si potrebbe dire che prese infine le parti della moglie, permettendo che il secondogenito Giovanni fosse educato da istitutori più sensibili alle tematiche religiose.

### Gli ultimi anni e la morte
Quando, a seguito della pace stipulata da Lorenzo con Ferrante d'Aragona, re di Napoli, la situazione tornò tranquilla, Clarice venne coinvolta maggiormente nella politica locale e nazionale, benché questo si possa dedurre soltanto da piccoli indizi. Alcuni di questi si trovano nelle lettere che la donna inviò al marito, dove ella espose in breve la propria opinione su eventi anche di una certa importanza (nel 1483, per esempio, mentre Lorenzo si trovava a Cremona in occasione della Dieta per la Guerra di Ferrara, Clarice scrisse una lettera al suo segretario, dicendo che il marito avrebbe giovato di più alla Dieta stando a Firenze, che non partecipando in prima persona alle discussioni). Chiedeva spesso di essere informata delle ultime notizie.
In questo periodo furono più numerosi i suoi viaggi: alcuni, come quello del 1480 e del 1485, furono dovuti a motivazioni di salute ed ebbero per meta località termali toscane. In determinate occasioni, però, le sue visite assunsero anche carattere politico, come capitò nel viaggio di ritorno dal bagno a Badia di Passignano (1485) quando, fermatasi a Colle di Val d'Elsa, Clarice fu accolta e omaggiata come fosse "un altro Lorenzo".
L'ultimo viaggio della nobildonna fu a Roma tra il novembre 1487 e il maggio 1488: Clarice partì per andare a conoscere la futura nuora, la cugina Alfonsina Orsini, e portò con sé la propria figlia Maddalena, per cui si stava trattando il fidanzamento con Franceschetto Cybo, figlio di papa Innocenzo VIII. Se da un lato l'impressione riguardo ad Alfonsina fu positiva, per motivi non del tutto chiari le trattative del matrimonio di Maddalena subirono una brusca accelerazione, col risultato che la fanciulla si sposò nel gennaio 1488, nonostante Lorenzo stesso la ritenesse ancora molto immatura per le nozze. D'altro canto, la salute di Clarice peggiorò e il male ai polmoni, probabilmente tubercolosi, che la tormentava da anni si riacutizzò. Rientrata a Firenze, trascorse alcuni mesi prostrata dalla malattia, tanto che Lorenzo più volte scrisse di lei preoccupato, fino ad ammettere: "Dubito in breve non ce la perdiamo". Nel frattempo egli stesso manifestò i sintomi dell'uricemia congenita e fu caldamente esortato dai medici a recarsi in una località termale per due settimane. Il 30 luglio 1488, otto giorni dopo la partenza del marito, Clarice morì a causa d'un improvviso peggioramento della sua malattia. Lorenzo, su pressione degli amici, dei parenti e degli stessi medici, non fece ritorno per attendere ai funerali, poiché era opinione che un viaggio avrebbe compromesso in modo grave le sue già delicate condizioni. Stando alle lettere conservate, pare che egli non abbia ripreso le consuete attività fino a una settimana dopo la morte della moglie, infatti il 6 agosto scrisse al proprio ambasciatore a Roma: "Io ho indugiato a rispondere ad alcune vostre lettere ricevute di più dì in qua per le medesime cagioni che sapete, perché l'animo mio quando è molto occupato in una cosa non fa bene le altre".

## Il rapporto con Lorenzo
Le opinioni degli storici che si sono soffermati ad analizzare la vita privata della coppia sono discordanti. Da un lato, taluni ritengono che tra i coniugi si fosse instaurato un rapporto di reciproca sopportazione, mirato in sostanza al quieto vivere generale. Lorenzo, soprattutto dopo la Congiura dei Pazzi, fu di frequente lontano dalla moglie e dai figli e ciò fu letto come una sorta di disinteresse soprattutto nei confronti di Clarice. Le lettere che le indirizzava suonano agli orecchi di molti fin troppo fredde e stringate, se comparate con le missive rivolte alla madre e agli amici, indice quindi di un certo distacco.
Lorenzo, inoltre, non dedicò mai alcun componimento, in poesia o in prosa, alla moglie: questo è parso a lungo un elemento su cui basare la conclusione per cui tra loro non sussistesse un rapporto d'amore e nemmeno di affetto. Ciò risulta però inesatto alla luce del fatto che la lirica amorosa di tradizione trobadorica e stilnovista ammette soltanto un amore adulterino o in ogni caso sciolto dal vincolo matrimoniale; secondo la mentalità del tempo, dedicare tali componimenti alla propria moglie, quindi la compagna ufficiale e legittima, sarebbe stato visto come inconsueto e perfino di poco gusto.
Studi più recenti, allontanatisi anche dall'immagine trasmessa faziosamente dalle fonti antiche a lei ostili, hanno riconsiderato il carattere di Clarice e, di conseguenza, la natura della sua relazione con il marito. Ella soffrì fin dalla giovinezza di una salute delicata, cui non si adattava il clima invernale rigido della Toscana, e questo le comportò certamente disagi a partecipare alle manifestazioni quali giostre e tornei che si svolgevano nel periodo di gennaio e febbraio; ciò, unito alle gravidanze numerose e ravvicinate, l'avrebbero portata a sviluppare un'indole malinconica e poco incline alla vivacità dei modi fiorentini. Il suo carattere riservato emerge anche dai resoconti di Agnolo Poliziano al tempo del soggiorno forzato a Cafaggiolo nel 1478-1479. Il suo attaccamento alla religione, dovuto probabilmente all'educazione ricevuta nell'infanzia, le rendeva difficile comprendere le ragioni dell'Umanismo fiorentino, per cui parve non interessarsi mai di questioni di natura culturale, a differenza della suocera Lucrezia Tornabuoni e di altre donne fiorentine, quale fu, a titolo esemplificativo, Ginevra de' Benci.
Relativamente alla vita matrimoniale, bisogna considerare diversi aspetti, oltre al numero non piccolo di figli (dieci): il matrimonio stesso, in primo luogo, non era un'unione basata tanto sull'amore e la passione degli sposi, quanto invece sull'interesse delle famiglie coinvolte. Non è dunque corretto applicare questa misura di giudizio al caso di Lorenzo e Clarice. Tuttavia, dal carteggio di quest'ultima al marito nel gennaio e febbraio 1469 si evince il suo sincero attaccamento nei confronti di lui: ciò risalta chiaramente nell'imminenza della giostra che lo vedeva partecipante, alla vigilia della quale Clarice digiunò per penitenza e di cui ella attese con ansia l'esito. Anche in seguito, negli anni della maturità, Clarice manifestò sempre una disposizione affettuosa verso Lorenzo, curando di tenerlo informato sullo stato di salute dei bambini, confidando episodi di tenera vita familiare - come quando, in occasione delle assenze del padre, i più piccoli ne chiedevano insistentemente il ritorno - ed esprimendo perplessità e preoccupazione per la sua salute.
Lorenzo, d'altro canto, fu sì asciutto nelle sue lettere, ma non mancò mai di rispetto alla moglie e non permise che altri lo facesse, come si è visto nel caso di Poliziano. In una città curiosa e impertinente com'era Firenze, non si diffuse mai voce circa sue relazioni extraconiugali, nemmeno dopo la cacciata della famiglia nel 1494, quando l'opinione pubblica si schierò piuttosto compatta contro i Medici. Sono solo due i nomi di donne che gli vengono accostati: quelli di Lucrezia Donati e di Bartolomea de' Benci maritata Nasi. Sulla prima è fortemente in dubbio che l'amore manifestato da Lorenzo poeta si spingesse oltre i limiti del sentimento platonico; sulla seconda, di cui solo Francesco Guicciardini fa menzione, si sa che fu probabilmente sua amante negli ultimi anni, seppure, anche in questo caso, alcuni storici mettano in discussione la reale natura del rapporto, adducendo le cattive condizioni di salute di Lorenzo a partire dal 1488, condizioni che non gli avrebbero permesso di vivere smodatamente come Guicciardini descrive. A differenza del padre e del nonno, Lorenzo non ebbe figli illegittimi ed è possibile che si sia conservato per lo più fedele alla moglie, oppure che abbia trasgredito al vincolo con il massimo riserbo; una facezia trascritta dal Poliziano nella sua opera Detti piacevoli narra di come, vedendo un giorno un uomo che sosteneva di non aver più giaciuto, dopo il matrimonio, con altre donne se non con la moglie, Lorenzo constatasse: "Ben sia trovato un altro babbuasso [babbeo] come me".
I sentimenti di Lorenzo si percepiscono meglio nell'imminenza della perdita di Clarice. Fin dai primi sintomi di un aggravamento del suo male, quando ancora ella si trovava a Roma, il marito espresse le proprie preoccupazioni nelle lettere rivolte all'ambasciatore fiorentino, Giovanni Lanfredini, accettando il rientro anticipato della moglie. Nei mesi successivi si registrano accenni alla salute della donna, in continuo peggioramento, tanto che, nella missiva del 3 luglio 1488, affermava: "La Clarice non potrebbe stare peggio, che per uno sfinimento venuto in questo punto habbiamo creduto perdercela". Nonostante la criticità della situazione, i medici, tra cui spiccava Pier Leoni, ritennero che il male non fosse ancora mortale; al contempo, Lorenzo, che da diversi mesi soffriva le conseguenze dell'uricemia congenita, ebbe un riacutizzarsi della malattia, motivo per cui fu ritenuta necessaria una permanenza di alcune settimane presso un luogo termale dove potesse curarsi. Qui lo raggiunse la notizia della morte di Clarice, insieme alle preghiere degli amici e dei parenti stretti a non rimettersi comunque in viaggio verso Firenze per non compromettere la propria salute già cagionevole.
Il 31 luglio 1488, Lorenzo indirizzò una lettera a papa Innocenzo VIII, divenuto recentemente suo consuocero, confidandogli il dolore per la perdita di Clarice:
Pure, come non resto pregare nostro Signor Dio, che mi dia pace, così ho ferma speranza nella sua bontà infinita, che porrà fine al dolore, e non manco a tante spesse visitazioni, quali in simili amarezze me ha fatte da qualche tempo in qua. E quanto io posso umilmente, di cuore supplico a V. B., che si degni di fargliene simili preci, le quali so quanto siano per farmi giovamento. e a quella, ed a’ suoi santi piedi umilmente mi raccomando.»

## Discendenza
La coppia ebbe dieci figli, alcuni dei quali di primaria importanza per la storia dell'Italia rinascimentale e di Firenze;
- Lucrezia (1470-1553), sposò Jacopo Salviati, fu madre di Maria Salviati e nonna di Cosimo I de' Medici;
- Due gemelli (i cui nomi sono oggigiorno ancora ignoti), morti poco dopo il parto (marzo 1471);
- Piero (1472-1503), Signore di Firenze, sposò Alfonsina Orsini;
- Maddalena (1473-1519), sposò Franceschetto Cybo, figlio di papa Innocenzo VIII;
- Contessina Beatrice (1474), morta poco dopo la nascita;
- Giovanni (1475-1521), poi papa Leone X;
- Luisa (1477-1488), promessa sposa a Giovanni il Popolano, morta nella preadolescenza;
- Contessina (1478-1515), sposò Piero Ridolfi;
- Giuliano (1479-1516), Duca di Nemours, sposò Filiberta di Savoia.

Probabilmente il fatto che Clarice fosse una Orsini, unito alla grande ricchezza di casa Medici, permise che Giovanni fosse creato cardinale e in seguito eletto papa con il nome di Leone X (1513).

## Ascendenza
|                                           |                                    |                                       | Genitori                             |  |  | Nonni                                |  |  | Bisnonni                                  |  |
|                                           |                                    |                                       |                                      |  |  | Orso Orsini, signore di Monterotondo |  |  | Francesco Orsini, signore di Monterotondo |  |
|                                           |                                    |                                       |                                      |  |  | Orso Orsini, signore di Monterotondo |  |  | Francesco Orsini, signore di Monterotondo |  |
|                                           |                                    | Costanza Annibaldeschi                |                                      |  |  | Orso Orsini, signore di Monterotondo |  |  |                                           |  |
| Jacopo Orsini, signore di Monterotondo    |                                    |                                       |                                      |  |  | Orso Orsini, signore di Monterotondo |  |  |                                           |  |
|                                           |                                    | Lucrezia Conti                        | Ildebrandino Conti                   |  |  |                                      |  |  |                                           |  |
|                                           |                                    | Lucrezia Conti                        | Ildebrandino Conti                   |  |  |                                      |  |  |                                           |  |
|                                           |                                    | Lucrezia Conti                        | Caterina di Sangro                   |  |  |                                      |  |  |                                           |  |
| Clarice Orsini                            |                                    | Lucrezia Conti                        |                                      |  |  |                                      |  |  |                                           |  |
|                                           | Carlo Orsini, signore di Bracciano | Giovanni Orsini, signore di Galera    |                                      |  |  |                                      |  |  |                                           |  |
|                                           | Carlo Orsini, signore di Bracciano | Giovanni Orsini, signore di Galera    |                                      |  |  |                                      |  |  |                                           |  |
|                                           | Carlo Orsini, signore di Bracciano | Bartolomea Spinelli                   |                                      |  |  |                                      |  |  |                                           |  |
| Maddalena Orsini dei signori di Bracciano | Carlo Orsini, signore di Bracciano |                                       |                                      |  |  |                                      |  |  |                                           |  |
|                                           |                                    | Paola Orsini dei conti di Tagliacozzo | Giacomo Orsini, conte di Tagliacozzo |  |  |                                      |  |  |                                           |  |
|                                           |                                    | Paola Orsini dei conti di Tagliacozzo | Giacomo Orsini, conte di Tagliacozzo |  |  |                                      |  |  |                                           |  |
|                                           |                                    | Paola Orsini dei conti di Tagliacozzo | Isabella Marzano                     |  |  |                                      |  |  |                                           |  |
|                                           |                                    | Paola Orsini dei conti di Tagliacozzo |                                      |  |  |                                      |  |  |                                           |  |

## Ritratti e omaggi

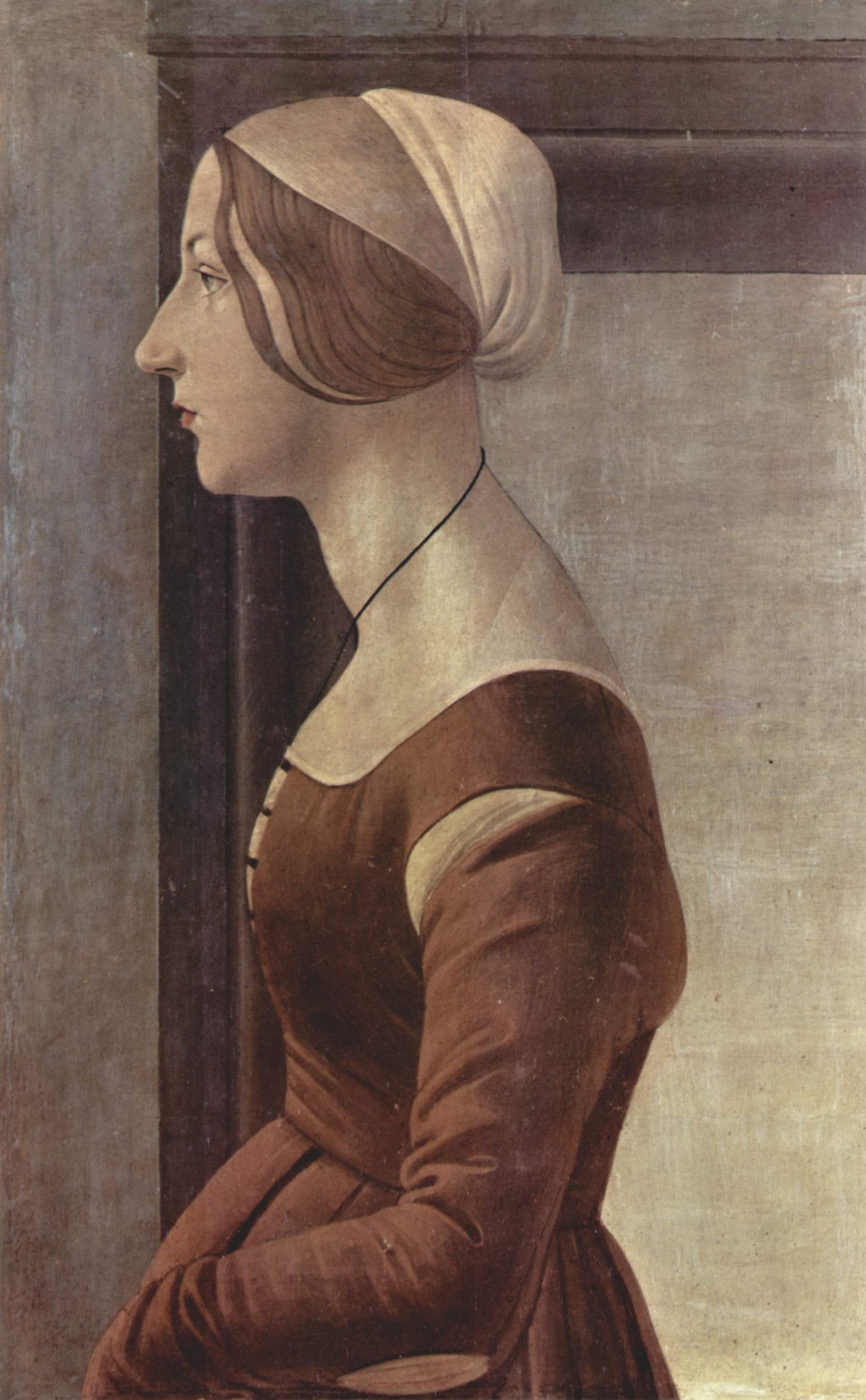
Sandro Botticelli, Ritratto di giovane donna (da alcuni identificata con Clarice Orsini), Firenze, Palazzo Pitti, 1475 ca.

### Ritratti
Di Clarice Orsini esiste un presunto ritratto di Domenico Ghirlandaio, conservato presso la National Gallery of Ireland a Dublino, e si ipotizza che potrebbe essere anche il soggetto del Ritratto di giovane donna di Sandro Botticelli, conservato presso la Galleria Palatina di Firenze.

### Celebrazioni
Il matrimonio tra Clarice e Lorenzo de' Medici viene rievocato ogni anno a Monterotondo. Durante una sfilata in abiti rinascimentali una donna di Monterotondo interpreta Clarice e partecipa ad un corteo per la città durante la manifestazione "Fasti d'autunno" ad opera dell'Associazione Culturale "Clarice Orsini".

### Rappresentazioni televisive
- Clarice, interpretata da Lara Pulver, è una dei protagonisti della serie televisiva Da Vinci's Demons, in cui però, invece di morire di tubercolosi, viene crocifissa dal conte Girolamo Riario, che commette l'omicidio sotto l'effetto di un veleno che lo obbliga ad obbedire agli ordini di Girolamo Savonarola.
- Clarice, interpretata da Synnøve Karlsen, appare nella seconda e nella terza stagione della serie televisiva I Medici.